# Geneviève Néron
Geneviève Néron est une actrice et musicienne québécoise, née le 24 juillet 1974 à Montréal.

## Biographie
Après des études de cinéma et de théâtre, elle joue dans des pièces de théâtre de faible renommée, et elle commence à apparaître à la télévision. Elle joue notamment dans la pièce La Société des loisirs.
La renommée arrive avec sa présence dans les séries Virginie, Tribu.com et Les Invincibles. Mais c'est surtout avec les émissions pour la jeunesse Réal-IT et Réal-TV qu'elle perce, en recevant entre autres un Prix Gémeaux en 2004.
En parallèle à la télévision, elle participe à plusieurs films dont Les Boys 3, Soowitch  et La Moitié gauche du frigo. Elle se retrouve aussi dans la distribution de la série télévisée Jean Duceppe.
Depuis 2005, elle tourne avec son groupe de rock-country Madame Moustache, dont elle est la chanteuse principale et la bassiste. Le premier album, Au nom du countr(i), sort en 2008.
Elle fait preuve d’un grand souci pour l’environnement en général. Geneviève a fait partie du projet « Vu du large II » et à partir du 15 septembre 2007 elle coanime avec Christophe Rapin l'émission du Rallye Müvmedia sur la chaîne Télé-Québec.

## Famille
Elle a une fille nommée Marianne, née le 15 janvier 1994[réf. nécessaire]. Elle a une sœur nommé Gabrielle de 6 ans sa cadette[réf. nécessaire] qui a étudié le théâtre et la danse et qui est comédienne.

## Filmographie
Source : Agence artistique Chantal David
- 1996 : Virginie (série télévisée) - Agathe Sirois
- 1999 : Karaoke - Geneviève
- 2000 : La Moitié gauche du frigo - Odile
- 2001 : Soowitch - Karine
- 2001 : Les Boys 3 - Chantal
- 2002 : Jean Duceppe - Louise Duceppe
- 2002 : Réal-IT (série télévisée) - Manu
- 2002 : Fortier (série télévisée) - Sophie
- 2002 : Annie et ses hommes (série télévisée) - Sophie
- 2002 : Caméra Café (série télévisée) - Sophie
- 2004 : Rumeurs (série télévisée) - Chloé
- 2005 : Les Invincibles (série télévisée) - Kathleen Samson
- 2006 : Les 7 (comédie musicale) - Jolie Julie
- 2006 : Et Dieu créa… Laflaque (série télévisée) - Voix de Laurence
- 2008 : Belle Baie (série télévisée) - Caro
- 2014 : Au secours de Béatrice (série télévisée) - Judy
- 2020 : Les Mecs (série télévisée) - Delphine
- 2021 : Toute la vie (série télévisée) - Vicky
- 2021 : Le bonheur (série télévisée) -  Propriétaire du Tattooshop
- 2021 : Portrait robot (série télévisée) -  Jennifer Bernier
- 2022 : Les Révoltés (série télévisée) -  Marie-Josée
- 2022 : Niagara de Guillaume Lambert : Lucie
- 2023 : Sans rendez-vous (série télévisée) -  Mère de Baptiste

## Discographie avec Madame Moustache
- 2008 : Au nom du countr(i)
- 2009 : Génération Passe-Partout[12]
- 2012 : Maison mobile" Paru en août 2012.

## Hommage
Une chanson intitulée Geneviève Néron a été écrite et interprétée par le groupe pop punk québécois Le volume était au maximum, qui en a enregistré deux versions pour son album Filles de l'espace et un single en 2004.